# Víctor Romero Holguín
Víctor Romero Holguín (Mataró, 9 de marzo de 2004) es un jugador de balonmano español que juega de pívot en el Club Balonmano Granollers. Es internacional con la selección de balonmano de España.
Debutó con la selección el 6 de noviembre de 2024, en un partido de clasificación para el Campeonato Europeo de Balonmano Masculino de 2026 frente a la selección de balonmano de Italia. Su primer gran campeonato con la selección fue el Campeonato Mundial de Balonmano Masculino de 2025.

## Clubes
| Club          | País   | Año         |
| ------------- | ------ | ----------- |
| BM Granollers | España | 2022 - Act. |